# Marguerite d’Illens
Marguerite d’Illens (geboren vor 1445; gestorben nach 1474) war eine Äbtissin der Zisterzienserinnen-Abtei Magerau (La Maigrauge) in Freiburg i. Üe.

## Werdegang
Marguerite d’Illens war die Tochter des Artaud d’Illens, Herrn zu Aruffens, und der Jeanne de Baumes.
Sie wird erstmals 1445 und 1474 letztmals als Äbtissin des Zisterzienserinnenklosters Magerau (La Maigrauge) erwähnt. Unter ihrer Leitung konnte das Kloster seinen Besitz im Sensebezirk vergrößern. Das Kloster wurde 1457 in das Bürgerrecht der Stadt Freiburg aufgenommen.
Ihr Grab befindet sich im Kapitelsaal des Klosters Magerau in Freiburg, Schweiz.